# Kanton Pré-en-Pail
Pré-en-Pail is een voormalig kanton van het Franse departement Mayenne. Het kanton maakte deel uit van het arrondissement Mayenne. Het werd opgeheven bij decreet van 21  februari 2014 met uitwerking op 22 maart 2015. Alle gemeenten werden toegevoegd aan het kanton Villaines-la-Juhel.

## Gemeenten
Het kanton Pré-en-Pail omvatte de volgende gemeenten:
- Boulay-les-Ifs
- Champfrémont
- Pré-en-Pail (hoofdplaats)
- Ravigny
- Saint-Cyr-en-Pail
- Saint-Pierre-des-Nids
- Saint-Samson